# Damernas 3 000 meter i hastighetsåkning på skridskor vid olympiska vinterspelen 1960
Damernas 3 000 meter i hastighetsåkning på skridskor vid olympiska vinterspelen 1960 (Squaw Valley i Kalifornien, USA) genomfördes den 23 februari 1960. Detta var den första gången som skridskoåkning för damer stod på programmet vid de olympiska spelen, och 3 000 meter var den sista tävlingen. Tävlingen hölls på Squaw Valley Olympic Skating Rink  och för första gången vid de olympiska spelen på konstis.
Tjugo skridskoåkare från tio nationer deltog i tävlingen.

## Medaljörer
| Guld                            | Silver                          | Brons                 |
| Lidija Skoblikova Sovjetunionen | Valentina Stenina Sovjetunionen | Eevi Huttunen Finland |

## Rekord
Dessa rekord (i minuter) gällde inför tävlingen.
| Världsrekord     | 5:13,8 (*) | Rimma Zjukova | Medeo, Sovjetunionen | 23 januari 1953 |
| Olympiskt rekord |            | -             |                      |                 |

{*) Rekordet noterat på höghöjdsbana (minst 1 000 meter över havet) och på naturis.
Utvecklingen av det olympiska rekordet var följande: Gisela Toews med 5:48,3 minuter (vann det första paret), Elsa Einarsson med 5:32,2 minuter, Tamara Rylova med 5:30,0 minuter, Helena Pilejczyk med 5:26,2 minuter, Christina Scherling med 5:25,5 minuter, Valentina Stenina med 5:16,9 minuter, och slutligen blev det nya olympiska rekordet satt av Lidija Skoblikova med 5:14,3 minuter.

## Resultat
| Placering | Tävlande                  | Tid       |
| --------- | ------------------------- | --------- |
| 1         | Lidija Skoblikova (URS)   | 5:14,3 OR |
| 2         | Valentina Stenina (URS)   | 5:16,9    |
| 3         | Eevi Huttunen (FIN)       | 5:21,0    |
| 4         | Hatsue Takamizawa (JPN)   | 5:21,4    |
| 5         | Christina Scherling (SWE) | 5:25,5    |
| 6         | Helena Pilejczyk (POL)    | 5:26,2    |
| 7         | Elwira Seroczyńska (POL)  | 5:27,3    |
| 8         | Jeanne Ashworth (USA)     | 5:28,5    |
| 9         | Tamara Rylova (URS)       | 5:30,0    |
| 10        | Yoshiko Takano (JPN)      | 5:30,9    |
| 11        | Elsa Einarsson (SWE)      | 5:32,2    |
| 12        | Iris Sihvonen (FIN)       | 5:35,2    |
| 13        | Inge Görmer (EUA)         | 5:37,5    |
| 14        | Doreen Ryan (CAN)         | 5:39,7    |
| 15        | Françoise Lucas (FRA)     | 5:42,5    |
| 16        | Margaret Robb (CAN)       | 5:43,5    |
| 17        | Gisela Toews (EUA)        | 5:48,3    |
| 18        | Cornelia Harrington (USA) | 5:57,5    |
| 19        | Beverly Buhr (USA)        | 6:03,1    |
| 20        | Kim Gyeong-hoe (KOR)      | 6:08,2    |